# لیک کارولینا (ویرجینیا)
لیک کارولینا (به انگلیسی: Lake Caroline) یک منطقهٔ مسکونی در ایالات متحده آمریکا است که در شهرستان کارولین، ویرجینیا واقع شده‌است. لیک کارولینا ۸٫۵ کیلومتر مربع مساحت و ۲٬۲۶۰ نفر جمعیت دارد و ۷۰٫۱ متر بالاتر از سطح دریا واقع شده‌است.